# Oberhortenbach
Oberhortenbach ist ein Wohnplatz in Unterodenthal in der Gemeinde Odenthal im Rheinisch-Bergischen Kreis.

## Etymologie
Hortenbach ist abgeleitet von Hertisbach, Herthasbach, nach Hertha, der germanischen Gottheit.

## Lage und Beschreibung
Das Gut Oberhortenbach geht auf den Rittersitz Hortenbach zurück. Es liegt an einer Stichstraße nördlich der Verbindungsstraße zwischen Kümps und Hunger in der Nähe des Hortenbacher Siefens. Es dient als Forsthaus der Sayn-Wittgensteinschen Forstverwaltung.

## Geschichte
1160 wird ein Ritter Adolph am Rittersitz Hortenbach erwähnt.
Aus einer erhaltenen Steuerliste von 1586 geht hervor, dass die Ortschaft Teil der Honschaft Breidbach im Kirchspiel Odenthal war.
Johann Adolf Wolff Metternich zur Gracht kaufte 1623 vom Freiherrn Wilhelm von Harff die Besitzungen Ober- und Unterhortenbach sowie die dazugehörigen Fischereirechte. Seitdem sind diese Güter mit Strauweiler verbunden. Die Topographia Ducatus Montani des Erich Philipp Ploennies, Blatt Amt Miselohe, belegt, dass der Wohnplatz 1715 als Hof kategorisiert wurde und mit o. Hortenbach bezeichnet wurde. Carl Friedrich von Wiebeking benennt die Hofschaft auf seiner Charte des Herzogthums Berg 1789 als Hortenbach. Aus ihr geht hervor, dass Oberhortenbach zu dieser Zeit Teil von Unterodenthal in der Herrschaft Odenthal war.
Unter der französischen Verwaltung zwischen 1806 und 1813 wurde die Herrschaft aufgelöst und Oberhortenbach wurde politisch der Mairie Odenthal im Kanton Bensberg zugeordnet. 1816 wandelten die Preußen die Mairie zur Bürgermeisterei Odenthal im Kreis Mülheim am Rhein.
Der Ort ist auf der Preußischen Uraufnahme von 1840 als Ober Hortenbach verzeichnet. Ab der Preußischen Neuaufnahme von 1892 ist er auf Messtischblättern regelmäßig als Ober Hortenbach oder Oberhortenbach verzeichnet.
| Jahr | Einwohner | Wohn- gebäude | Kategorie  | Politische / kirchliche Zugehörigkeit                                  |
| ---- | --------- | ------------- | ---------- | ---------------------------------------------------------------------- |
| 1822 | 13        |               | Hof        | Bürgermeisterei Odenthal, Kirchspiel Odenthal, genannt Ober-Hortenbach |
| 1830 | 16        |               | Hof        | Bürgermeisterei Odenthal, Kirchspiel Odenthal, genannt Ober-Hortenbach |
| 1845 | 19        | 1             | Hof        | Bürgermeisterei Odenthal, Kirchspiel Odenthal, genanntOber-Hortenbach  |
| 1871 | 10        | 1             | Pachtgüter | Bürgermeisterei Odenthal, Kirchspiel Odenthal                          |
| 1885 | 8         | 1             | Ortschaft  | Bürgermeisterei Odenthal, Kirchspiel Odenthal, genannt Ober Hortenbach |
| 1895 | 7         | 1             | Ortschaft  | Bürgermeisterei Odenthal, Kirchspiel Odenthal, genannt Ober Hortenbach |
| 1905 | 5         | 1             | Ortschaft  | Bürgermeisterei Odenthal, Kirchspiel Odenthal                          |